# فأر الخيزران
فأر الخيزران (الاسم العلمي: Thryonomys)، جنس من القوارض يوجد في جميع أنحاء أفريقيا جنوب الصحراء، وهو الجنس الوحيد في فصيلة فئران الخيزران. يتم أكلها في بعض البلدان الأفريقية وهي من الآفات التي تصيب العديد من المحاصيل. اسم الفصيلة يأتي من الكلمة اليونانية thryon، وتعني «الاندفاع» أو «الخيزران».